# Tōkaidō-Hauptlinie
| Tōkaidō-Hauptlinie                                  | Tōkaidō-Hauptlinie                       |
| --------------------------------------------------- | ---------------------------------------- |
| Zwischen Hayakawa und Nebukawa (Präfektur Kanagawa) |                                          |
| Streckenlänge:                                      | 589,5 km                                 |
| Spurweite:                                          | 1067 mm (Kapspur)                        |
| Stromsystem:                                        | 1500 V =                                 |
| Streckengeschwindigkeit:                            | 130 km/h                                 |
| Zweigleisigkeit:                                    | ganze Strecke                            |
|                                                     |                                          |
| Gesellschaften:                                     | JR East, JR Central, JR West, JR Freight |

Die Tōkaidō-Hauptlinie (jap. 東海道本線, Tōkaidō-honsen) ist eine Eisenbahnstrecke in Japan. Sie ist nach der gleichnamigen historischen Tōkaidō-Straße benannt und ist eine der wichtigsten Verkehrswege des Landes. Die Bahnstrecke erschließt die Ballungszentren an oder nahe der Südküste der Hauptinsel Honshū. Sie beginnt in Tokio und führt über Yokohama, Shizuoka, Nagoya, Kyōto und Osaka nach Kōbe. Damit verbindet sie Kantō, Chūbu und Kansai miteinander, die bevölkerungsreichsten Regionen Japans.
Der Personenverkehr fällt in die Zuständigkeit dreier Unternehmen der JR-Gruppe: JR East, JR Central und JR West. Die Entfernung zwischen den beiden Endpunkten beträgt 589,5 km. Hinzu kommen mehrere Zweigstrecken, die überwiegend dem Güterverkehr von JR Freight dienen. Die gesamte Tōkaidō-Hauptlinie ist kapspurig (1067 mm), zwei- bis viergleisig ausgebaut und mit 1500 V Gleichspannung elektrifiziert.
Das im Jahr 1872 eröffnete Teilstück zwischen Tokio und Yokohama ist die älteste Eisenbahnstrecke Japans, wenngleich der heutige Streckenverlauf nicht mehr vollständig dem ursprünglichen folgt. 1889 war die Tōkaidō-Hauptlinie fertiggestellt, die Elektrifizierung der gesamten Strecke war 1956 abgeschlossen. Da sie trotz dieser Maßnahme an ihre Kapazitätsgrenzen stieß, entstand parallel dazu der Tōkaidō-Shinkansen, die erste Schnellfahrstrecke der Welt. Seit deren Eröffnung im Jahr 1964 nahm die Zahl der überregionalen Schnellzüge markant ab und die Tōkaidō-Hauptlinie dient heute vor allem dem Pendler- und Güterverkehr. Der einzige täglich verkehrende Personenzug über die ganze Linie ist der kombinierte Nachtzug Sunrise Seto - Sunrise Izumo.

## Übersicht
Dieser Artikel befasst sich mit den allgemeinen Merkmalen und mit der Geschichte der Tōkaidō-Hauptlinie. Genauere Angaben zum Streckenverlauf, zu den Bahnhöfen und zum Zugangebot sind in folgenden Teilartikeln zu finden:
- Tōkaidō-Hauptlinie (Tokio–Atami)
- Tōkaidō-Hauptlinie (Atami–Toyohashi)
- Tōkaidō-Hauptlinie (Toyohashi–Maibara)
- Biwako-Linie (Maibara–Kyōto)
- JR Kyōto-Linie (Kyōto–Osaka)
- JR Kōbe-Linie (Osaka–Kōbe)

## Beschreibung
Die in Kapspur (1067 mm) verlegte Tōkaidō-Hauptlinie erstreckt sich zwischen Tokio und Kōbe über eine Entfernung von 589,5 km. Sie ist durchgehend mit 1500 V Gleichspannung elektrifiziert und erschließt im Personenverkehr 154 Bahnhöfe. Die Strecke ist durchgehend zweigleisig. Mit drei oder mehr Gleisen ausgebaut sind die Abschnitte Tokio–Yokohama–Odawara (83,9 km), Nagoya–Inazawa (11,1 km) und Kusatsu–Kyōto–Osaka–Kōbe (98,1 km). Die Höchstgeschwindigkeit beträgt 130 km/h auf dem Abschnitt Maibara–Kōbe, ansonsten 110 oder 120 km/h.
Seit der Privatisierung der Japanischen Staatsbahn am 1. April 1987 ist JR Freight für den gesamten Güterverkehr auf der Tōkaidō-Hauptlinie zuständig. Der Personenverkehr ist in drei Sektionen aufgeteilt, die von jeweils einem Unternehmen der JR-Gruppe betreut werden:
- JR East ist für den östlichen Abschnitt in den Präfekturen Tokio und Kanagawa zuständig, der sich von Tokio über Yokohama nach Atami erstreckt (104,6 km).
- JR Central betreibt den mittleren Abschnitt in den Präfekturen Shizuoka, Aichi, Gifu und Shiga; dieser reicht von Atami über Shizuoka, Hamamatsu, Toyohashi, Nagoya und Gifu nach Maibara (341,3 km).
- JR West ist der Betreiber des westlichen Abschnitts in den Präfekturen Shiga, Kyōto, Osaka und Hyōgo; er beginnt in Maibara und führt über Kyōto und Osaka nach Kōbe (143,6 km).

In den Ballungszentren sind Güter- und Personenverkehr in der Regel betrieblich voneinander getrennt. Dies geschieht entweder durch parallel geführte Gleise oder durch eigene Bahnstrecken für den Güterverkehr, deren Streckenführung zum Teil deutlich abweicht. Im Großraum Tokio/Yokohama beispielsweise übernimmt die Tōkaidō-Güterlinie diese Aufgabe; zusammen mit mehreren Abzweigen ist sie 88,5 km lang. Die Umeda-Güterlinie und die Hoppō-Güterlinie im Großraum Osaka erreichen eine Länge von 12,6 km bzw. 12,2 km. Bedeutende Güterbahnhöfe befinden sich in Gifu, Kawasaki, Kyōto, Nagoya, Nishi-Hamamatsu, Ōiso, Osaka, Shinagawa, Suita und Yokohama-Hazawa. Ebenso werden die Häfen von Kawasaki, Kōbe, Nagoya, Tokio und Yokohama angebunden.

## Name
Der Name Tōkaidō-Hauptlinie geht auf den Tōkaidō (jap. 東海道; dt. „östlicher Seeweg“) zurück, die historische Post- und Handelsstraße zwischen dem Shōgunats-Regierungssitz Edo (heute Tokio) und der kaiserlichen Hauptstadt Kyōto. Diese Bezeichnung wiederum leitet sich von der Region Tōkai ab. Die Bahnstrecke war die erste Japans und folgte ungefähr dem Verlauf der Straße, weshalb die Namensgebung naheliegend war. Der Name hat sich bis heute gehalten, ist aber offiziell nur noch für einen Teil der Verbindung Tokio–Kōbe gebräuchlich. Im Großraum Tokio bezieht er sich auf die Eilzüge zwischen den Bahnhöfen Tokio und Ōfuna; den zum Teil parallel dazu verlaufenden Nahverkehr übernehmen die Keihin-Tōhoku-Linie, die Shōnan-Shinjuku-Linie, die Yamanote-Linie und die Yokosuka-Linie. Die Bahngesellschaft JR West verwendet für Teile ihrer Strecke die Bezeichnungen Biwako-Linie, JR Kyōto-Linie und JR Kōbe-Linie.

## Geschichte

### Die erste japanische Eisenbahn

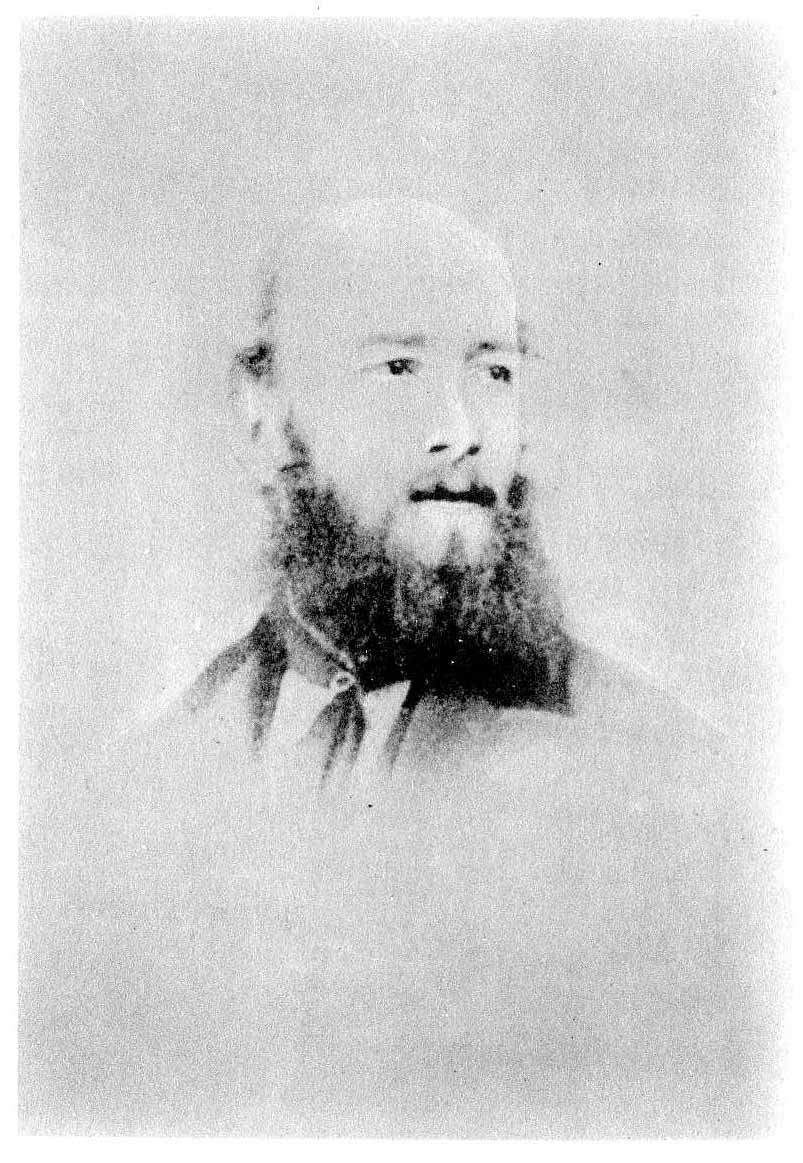
Edmund Morel plante den ersten Abschnitt

1866 beabsichtigte das Tokugawa-Shōgunat, eine Bahnstrecke zwischen Kyōto und Edo (dem heutigen Tokio) zu bauen. Es ließ eine mögliche Route vermessen und entsandte junge Beamte nach Europa, die dort die Eisenbahntechnologie studieren sollten. Für ein solches Unterfangen war jedoch die politische und finanzielle Situation Japans viel zu unsicher und das Projekt wurde deshalb auf unbestimmte Zeit verschoben. Ende 1867, kurz vor dem Fall des Shōgunats, erhielt der amerikanische Diplomat Anton Portman die Erlaubnis für den Bau der Strecke Edo–Yokohama. Dabei behielt sich die Regierung das Recht vor, die Strecke zu einem späteren Zeitpunkt zurückzukaufen. Der im Januar 1868 ausgebrochene Boshin-Krieg, der den Beginn der Meiji-Restauration markierte, machte diese Pläne zunichte.
Nach dem Machtwechsel war es Großbritannien, das die besten Beziehungen zur neuen kaiserlichen Regierung aufbauen konnte. Diese heuerte im Dezember 1869 den Diplomaten Horatio Nelson Lay als „Kontraktausländer“ an, um bei der Vermittlung eines Darlehens in der Höhe von einer Million Pfund behilflich zu sein. Damit sollten die ersten Bahnstrecken und Telegrafenleitungen finanziert werden. Lay ließ die Regierung glauben, er werde das Geld über private Investoren beschaffen. Stattdessen gab er an der London Stock Exchange japanische Staatsanleihen heraus – mit der Absicht, einen Teil der Zinseinnahmen auf sein Privatkonto zu leiten. Die Regierung entdeckte den versuchten Betrug, widerrief im Juni 1870 den Vertrag und beauftragte stattdessen die Oriental Bank in London mit der Kapitalbeschaffung.

Darstellung der ersten Eisenbahn in Yokohama auf einem Holzschnitt von Utagawa Kunisada II.

Auf Empfehlung des britischen Botschafters Harry Smith Parkes bestimmte die Regierung Edmund Morel als Chefingenieur des ersten Streckenabschnitts. Morel begann im April 1870 mit der Vermessung und überwachte die Erdarbeiten. Als Endpunkte bestimmte er Shimbashi in Tokio und Sakuragichō in Yokohama. Ob er es war, der die Kapspur von 1067 mm als japanische Standardspurweite festlegte, lässt sich nicht mit Sicherheit sagen. Möglich ist es, zumal er vorher in Neuseeland Strecken mit derselben Spurweite gebaut hatte. Trotz seines schlechten Gesundheitszustands arbeitete er unermüdlich und brachte den japanischen Assistenten und Arbeitern alle Aspekte des Streckenbaus bei. Er starb im November 1871 an Tuberkulose; sein Einfluss auf das japanische Eisenbahnwesen war derart nachhaltig, dass seine Grabstätte in Yokohama heute ein Eisenbahndenkmal ist.
Japans erste Eisenbahn wurde am 12. Juni 1872 provisorisch zwischen Yokohama und Shinagawa in Betrieb genommen, mit zunächst sechs Zugpaaren täglich. Die Fertigstellung des fehlenden Abschnitts nach Shimbashi verzögerte sich aufgrund des Widerstands der Kaiserlich Japanischen Armee, die keinen Streckenbau auf ihrem Gelände duldete. Nach einem Kompromiss konnte eine Ausweichroute über einen Damm durch das Watt am Rande der Bucht von Tokio gebaut werden. Schließlich fand am 14. Oktober 1872 die offizielle Eröffnung durch Kaiser Meiji statt. Er befuhr die 29 km lange Strecke in einem eigens für diesen Anlass gebauten kaiserlichen Wagen. Im ersten vollen Betriebsjahr 1873 zählte man 1.223.071 Fahrgäste; die Einführung des Güterverkehrs ließ bis zum 15. September 1873 auf sich warten.

### Fertigstellung der Strecke
Der nächste zu bauende Abschnitt war die Verbindung zwischen der bedeutenden Handelsstadt Osaka und dem neuen Hafen von Kōbe. Die Vermessung war Ende 1871 abgeschlossen, doch verzögerte sich der Baubeginn wegen organisatorischer Probleme und des Mangels an geeignetem Personal um rund zwei Jahre. Während die Strecke Tokio–Yokohama kaum Schwierigkeiten geboten hatte, waren hier mehrere Flüsse zu überwinden. In drei Fällen lag das Flussbett aufgrund der jahrhundertelangen Ablagerung von Sedimenten bis zu zwölf Meter höher als die umgebende Landschaft, sodass die Flüsse untertunnelt werden mussten. Die Eröffnung erfolgte am 11. Mai 1874. Die Strecke erreichte am 5. September 1876 einen temporären Bahnhof in der Nähe von Kyōto, das Stadtzentrum am 6. Februar 1877. Dass der Kaiser nach Kyōto reiste, um die offizielle Eröffnung vorzunehmen, wurde als starkes politisches Signal gewertet, denn wenige Tage zuvor war die Satsuma-Rebellion ausgebrochen. In den folgenden Monaten erwies sich die Bahnstrecke als überaus nützlich für Truppentransporte, was zur raschen Niederschlagung der Rebellion beitrug. Ebenso gab die Armee ihren Widerstand gegen weitere Eisenbahnprojekte auf.

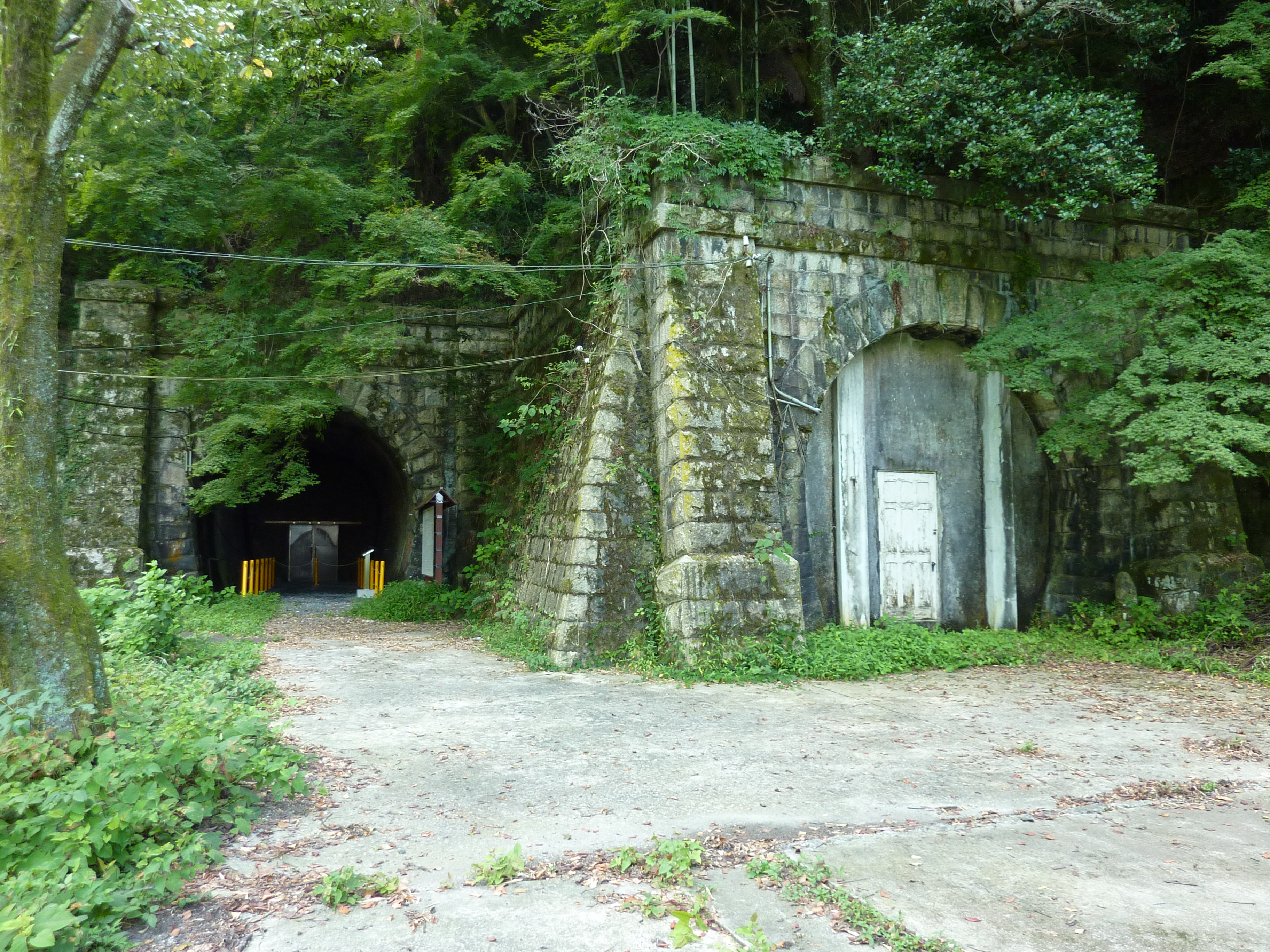
Ostportal des Ōsakayama-Tunnels (in Betrieb bis 1921)

Das im August 1878 genehmigte 18 km lange Teilstück von Kyōto nach Ōtsu am südlichen Ende des Biwa-Sees war das erste, das vollständig unter japanischer Leitung entstand. Möglich machten dies die ersten Absolventen einer Ingenieurschule in Osaka. Das Kernstück der Strecke war der erste Eisenbahntunnel durch einen Berg, der 646 m lange Ōsakayama-Tunnel, dessen Bau elfeinhalb Monate dauerte. Am 15. Juli 1880 verkehrten die ersten Züge nach Ōtsu. Ein Dampfschiff verband ab 1. Mai 1882 Ōtsu mit Nagahama am Nordostufer des Biwa-Sees, wo Anschluss in Richtung Tsuruga bestand. Exakt ein Jahr später führte die Bahnstrecke von Nagahama nach Sekigahara und schließlich am 25. Mai 1885 nach Ōgaki am nordwestlichen Rand der Nōbi-Ebene. Von dort aus war Nagoya über ein Kanalsystem erreichbar.
Für das noch fehlende Teilstück zwischen Ōgaki und Tokio befürwortete die Armee eine Streckenführung im Landesinnern entlang dem Nakasendō über den Usui-Pass, fernab der Küste und somit im Kriegsfall leichter zu verteidigen. Mit Stichstrecken sollten die großen Städte Nagoya und Shizuoka angebunden werden. Im Juni 1885 genehmigte die Regierung entsprechende Pläne. Ein Jahr später kam das Eisenbahnamt nach genaueren Abklärungen zum Schluss, dass der Bau dieser Route (die in Teilen der heutigen Shin’etsu-Hauptlinie entspricht) aufgrund zahlreicher notwendiger Tunnel mehr als zehn Jahre dauern und die finanziellen Möglichkeiten des Staates übersteigen würde. Die Regierung setzte sich über die Wünsche der Armee hinweg und beschloss im Juli 1886, die Bahnstrecke in Küstennähe zu errichten.
Der weitere Bahnbau dem Tōkaidō entlang ging rascher vonstatten als ursprünglich angenommen. Im Westen bestand bereits seit dem 1. März 1886 die Stichstrecke vom Südufer des Kiso über Nagoya nach Atsuta an der Küste (heute ein südlicher Stadtteil von Nagoya). Von Ōgaki aus erreichte die Strecke am 21. Januar 1887 Gifu, am 25. April 1887 war die Lücke zwischen Gifu und dem Kiso geschlossen. Im Osten erreichte die Strecke am 11. Juli 1887 von Yokohama aus den Bahnhof Kōzu. Am 10. September 1887 folgte die Verbindung Atsuta–Hamamatsu. Weiter ging es am 1. Februar 1889 von Kōzu nach Shizuoka, wobei nicht der Weg über Atami gewählt wurde. Stattdessen machte die Strecke einen Umweg über die heutige Gotemba-Linie, um das Hakone-Bergmassiv zu umfahren. Mit der Eröffnung des Abschnitts Hamamatsu–Shizuoka am 16. April 1889 war die Strecke fast komplett. Es fehlte einzig noch das Teilstück entlang dem Biwa-See, um den Fährverkehr überflüssig zu machen. Dieser Lückenschluss erfolgte am 1. Juli 1889, zusammen mit einer direkteren Streckenführung zwischen Maibara und Sekigahara. Das einzige Zugpaar pro Tag, das die gesamte Strecke zwischen Tokio und Kōbe ohne Umsteigen befuhr, benötigte damals 20 Stunden und 5 Minuten.

### Ausbau und Kapazitätserhöhung

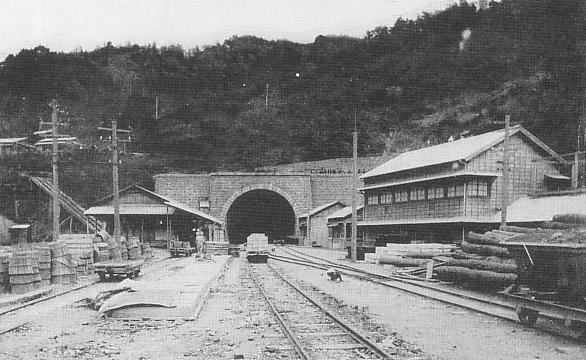
Bau des Tanna-Tunnels

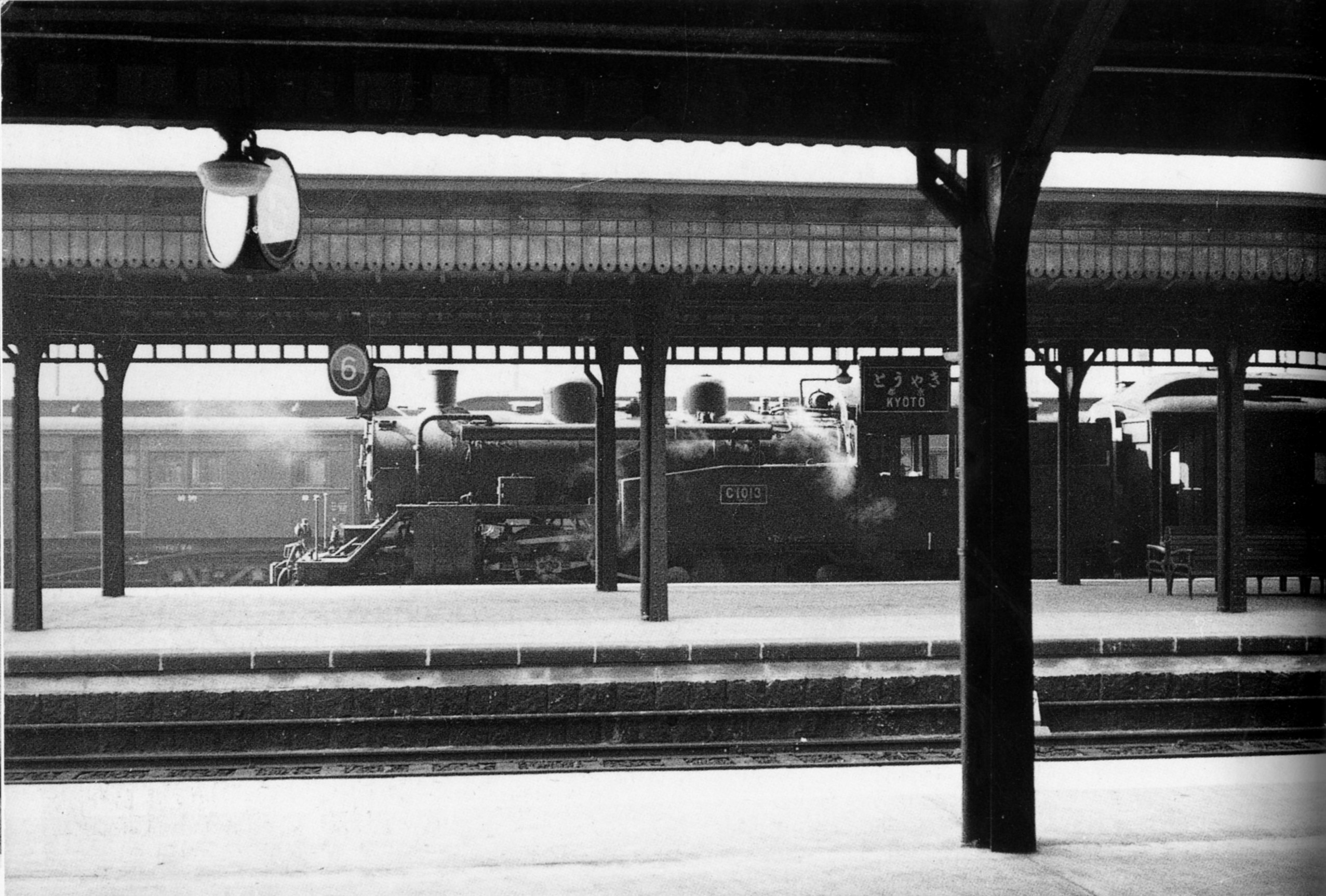
C10-Dampflokomotive im Bahnhof Kyōto (1938)

Das Mino-Owari-Erdbeben am 28. Oktober 1891 verursachte in den Präfekturen Aichi und Shizuoka schwere Schäden an der Bahnstrecke. 63 Brücken wurden zerstört, an 45 Stellen sank der Bahndamm um bis zu vier Meter. Zwischen Maibara und Hamamatsu war der Bahnverkehr daraufhin fünfeinhalb Monate lang unterbrochen. 1895 wurde die Strecke zwischen Tokio-Shimbashi und Kōbe erstmals offiziell als „Tōkaido-Linie“ (Tōkaido-sen) bezeichnet. Im September 1896 verkehrte der erste Schnellzug zwischen den beiden Städten. Schlafwagenzüge folgten 1900, Speisewagen 1901. Die Schnellzüge führten zu einer deutlichen Reduzierung der Fahrtzeit: 1896 betrug sie für die gesamte Länge 17 Stunden und 9 Minuten, 1903 sank sie auf 15 Stunden, 1906 auf 13 Stunden und 40 Minuten. Bereits 1876 war begonnen worden, kurze Abschnitte zweigleisig auszubauen. Fünf Jahre später war der Ausbau zwischen Shimbashi und Yokohama vollendet. Weitere Ausbauten folgten ab 1891 und zogen sich über zwei Jahrzehnte hin. Mit dem Neubau der Brücke über den Tenryū war die gesamte Tōkaidō-Hauptlinie im Jahr 1913 zweigleisig befahrbar.
Nach seiner Eröffnung am 20. Dezember 1914 war der Bahnhof Tokio die neue Endstation in Tokio, der alte Kopfbahnhof Shimbashi diente danach als Güterbahnhof. Während der Taishō-Zeit setzte sich das Eisenbahnministerium zum Ziel, die Trassierung einzelner Abschnitte durch Nivellierung und längere Tunnel zu optimieren, um damit die Leistungsfähigkeit der Tōkaidō-Hauptlinie zu erhöhen. So ersetzte es 1921 den Ōsakayama-Tunnel durch zwei längere Tunnel. Als Flaschenhals erwies sich insbesondere der steigungsreiche Umweg über Gotemba, weshalb eine Abkürzung südlich des Hakone-Bergmassivs entstehen sollte. Im April 1918 begannen die Arbeiten am 7.804 m langen Tanna-Tunnel zwischen Atami und Numazu. Da er durch tektonisch instabile Ausläufer des Vulkans Taga mit mehreren Verwerfungen führt, kam es immer wieder zu Einstürzen und Wassereinbrüchen. Nach zahlreichen Verzögerungen konnte der Tunnel erst am 1. Dezember 1934 in Betrieb genommen werden. Entlang der Westküste der Sagami-Bucht ersetzte sie die Atami-Bahn. Das Große Kantō-Erdbeben am 1. September 1923 verursachte große Schäden und löste auch den verheerenden Eisenbahnunfall von Nebukawa aus, das 112 Menschenleben forderte.
Die Elektrifizierung der Tōkaidō-Hauptlinie beschränkte sich zunächst auf den Vorortsverkehr. Ab 1925 verkehrten Triebwagen von Yokohama nach Kōzu, drei Jahre später wurde ihr Betrieb auf den Abschnitt Tokio–Atami ausgedehnt. Mit der Eröffnung des Tanna-Tunnels reichte der Fahrdraht 1934 bis Numazu. Ab demselben Jahr war der Vorortsverkehr zwischen Suita (bei Osaka) und Kōbe elektrisch, ab 1937 zwischen Suita und Kyōto. Der Ausbruch des Pazifikkriegs hatte eine enorme Zunahme des Güterverkehrs zur Folge. Fernzüge wurden stark eingeschränkt, Speise- und Schlafwagen vorübergehend aus den Verkehr gezogen. 1939 plante das Eisenbahnministerium den Bau einer normalspurigen „neuen Stammstrecke“ (shinkansen) zwischen Tokio und Shimonoseki, um den Güterverkehr zum asiatischen Festland zu erleichtern. Die Bauarbeiten begannen im September 1940, doch das Projekt musste nach kurzer Zeit aufgegeben werden. Einzige Ausnahme war der 1944 eröffnete Nihonzaka-Tunnel: Er wurde bis 1962 von Zügen der Tōkaidō-Hauptlinie befahren, seit 1964 wird er von Shinkansen-Hochgeschwindigkeitszügen genutzt.
Die Luftangriffe der Alliierten führten zu schweren Schäden an der Bahninfrastruktur. Nach der Kapitulation Japans 1945 konnte mangels elektrischer Energie und Kohle mehrere Jahre lang nur ein reduzierter Betrieb aufrechterhalten werden. 1948 gelang es den Schnellzugsverkehr wieder aufzunehmen, mit dem Tsubame als eigentlichen Paradezug. Eines der wichtigsten Projekte der 1949 gegründeten Japanischen Staatsbahn (JNR) war die vollständige Elektrifizierung der massiv überlasteten Tōkaidō-Hauptlinie. Sie machte zwar nur 3 % des gesamten Schienennetzes aus, musste aber 24 % des Verkehrsvolumens bewältigen. Noch im selben Jahr war das Teilstück Numazu–Shizuoka–Hamamatsu unter Strom, 1953 folgte der Abschnitt Hamamatsu–Nagoya–Inazawa, 1956 der Abschnitt Inazawa–Maibara. Mit der Umstellung des Abschnitts Maibara–Kyōto war das Projekt am 19. November 1956 abgeschlossen.

### Weitere Entwicklung

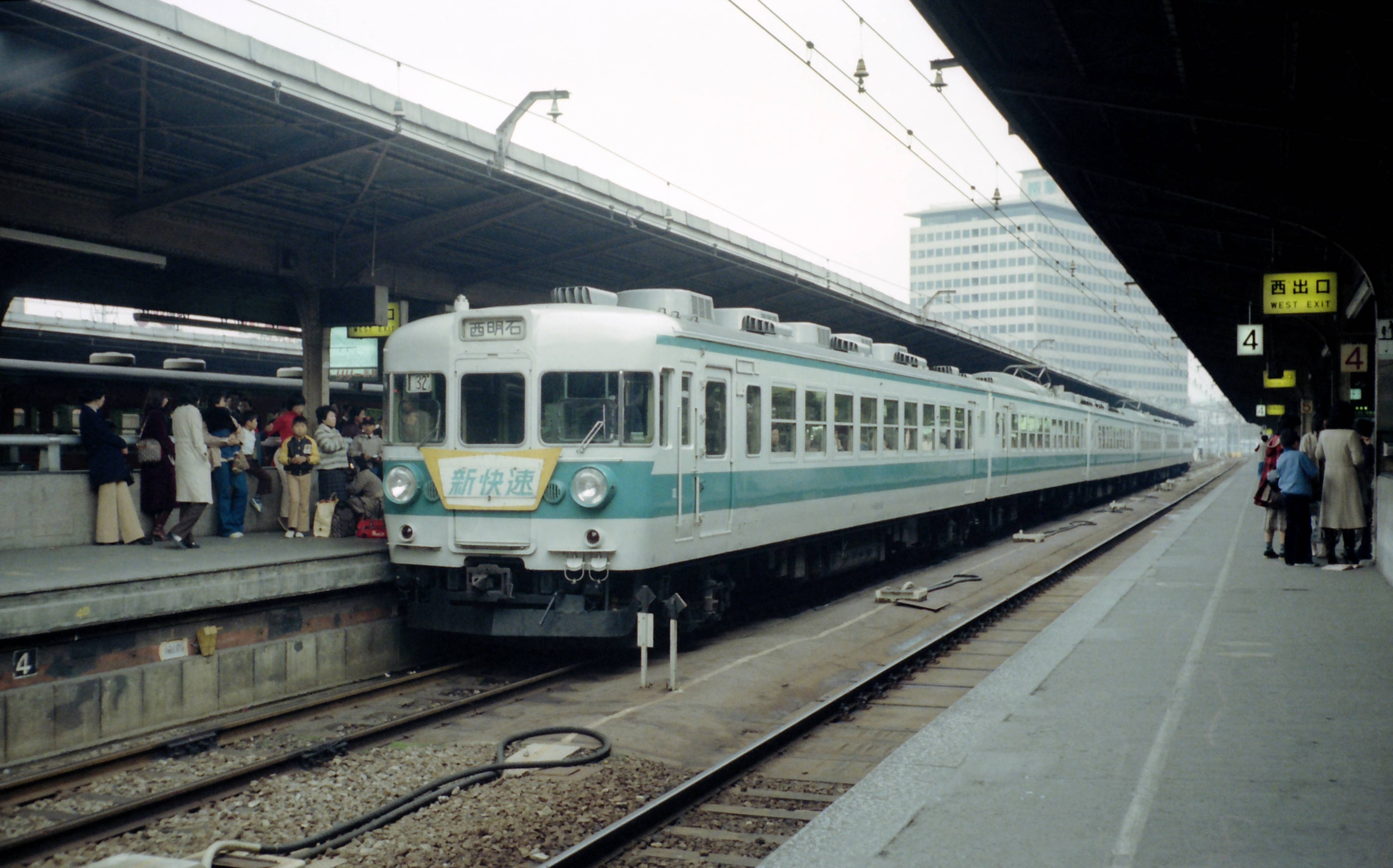
Eilzug im Bahnhof Osaka (1978)

Trotz der Elektrifizierung stieß die Tōkaidō-Hauptlinie wegen des einsetzenden Wirtschaftsbooms weiterhin an ihre Kapazitätsgrenzen. JNR-Präsident Sogō Shinji trieb deshalb ab 1958 energisch das Projekt einer normalspurigen Schnellfahrstrecke voran. Nach fünfjähriger Bauzeit konnte die Tōkaidō-Shinkansen zwischen Tokio und Osaka am 1. Oktober 1964 eingeweiht werden. Die neue Verbindung reduzierte die Reisezeiten massiv: Auf der alten Strecke hatte der schnellste Zug zuvor 6 Stunden und 40 Minuten zwischen den beiden größten Städten Japans benötigt. Der Shinkansen benötigte dafür vier Stunden, ab 1965 sogar nur 3 Stunden und 10 Minuten. Aus diesem Grund verlagerte sich der überregionale Fernverkehr zu einem großen Teil zur Shinkansen. Zahlreiche Schnellzüge wurden eingestellt oder auf Teilstrecken beschränkt. Nur noch vereinzelte Nachtzüge befahren die gesamte Strecke. Hingegen stieg die Bedeutung der Tōkaidō-Hauptlinie im Pendlerverkehr, dem nun mehr Kapazitäten zur Verfügung standen, markant an.
Die Staatsbahn ergänzte die Tōkaidō-Hauptlinie mit mehreren Zweig- und Umfahrungsstrecken, um den Güterverkehr vom Personenverkehr zu entflechten; ihr Herzstück ist die Tōkaidō-Güterlinie im Großraum Tokio/Yokohama. Ebenso eröffnete sie mehrere neue Bahnhöfe in urbanen Gebieten. Mit der Staatsbahnprivatisierung am 1. April 1987 traten vier neue Gesellschaften an ihre Stelle. Während JR East, JR Central und JR West den Personenverkehr auf den ihnen zugewiesenen Streckenabschnitten übernahmen, fiel der gesamte Güterverkehr in die Zuständigkeit von JR Freight. Auch die JR-Gesellschaften erweiterten ihr Angebot mit dichterem Fahrplan und der Eröffnung neuer Bahnhöfe. Die im Jahr 1997 eröffnete JR Tōzai-Linie ermöglicht im Zentrum Osakas Direktverbindungen zur Fukuchiyama-Linie. Seit 2015 können Vorortszüge, die ihre Endstation im Bahnhof Tokio hatten, über die neu errichtete Ueno-Tokio-Linie in den Norden der Metropolregion weitergeführt werden.

## Wichtige Bahnhöfe

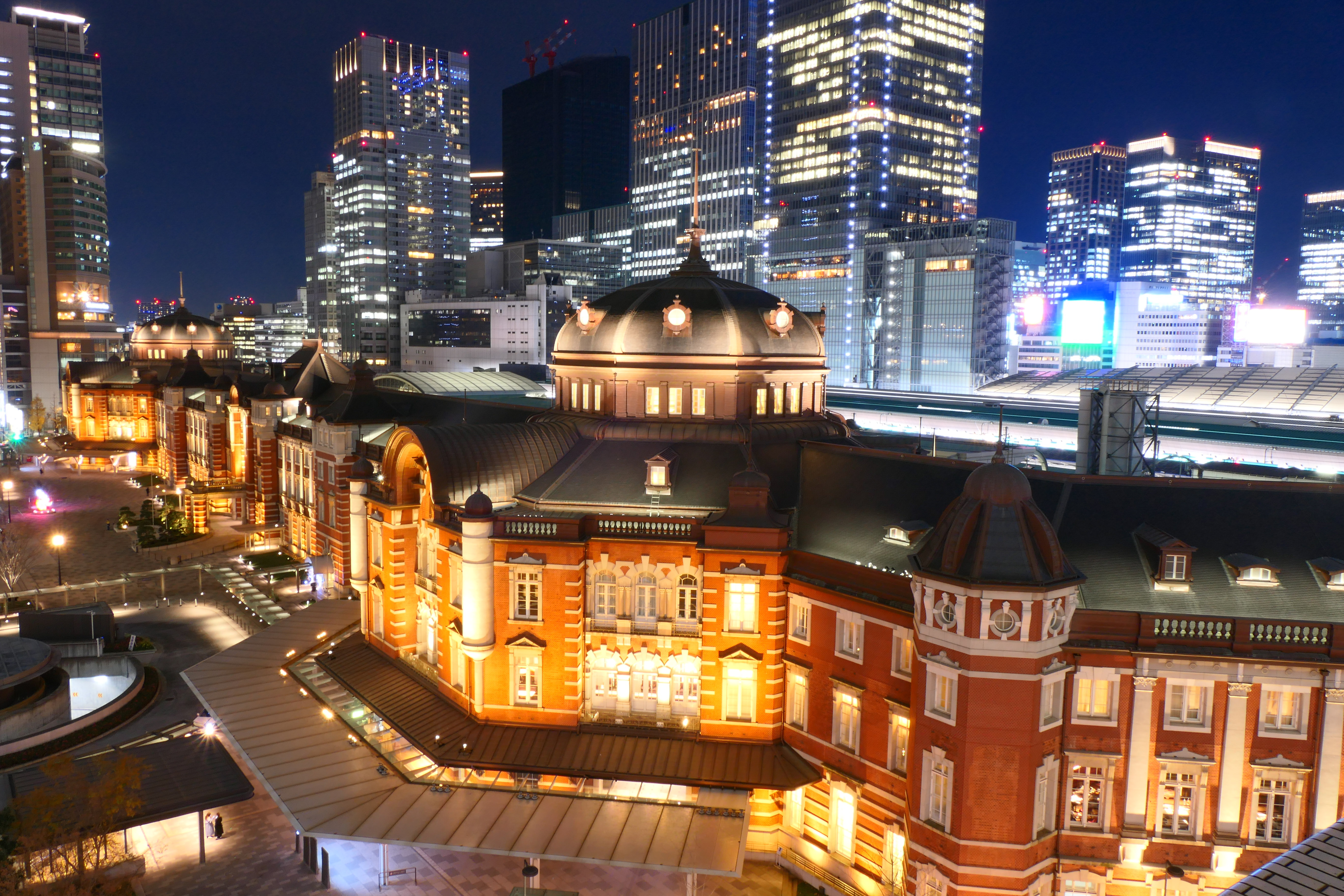
Bahnhof Tokio

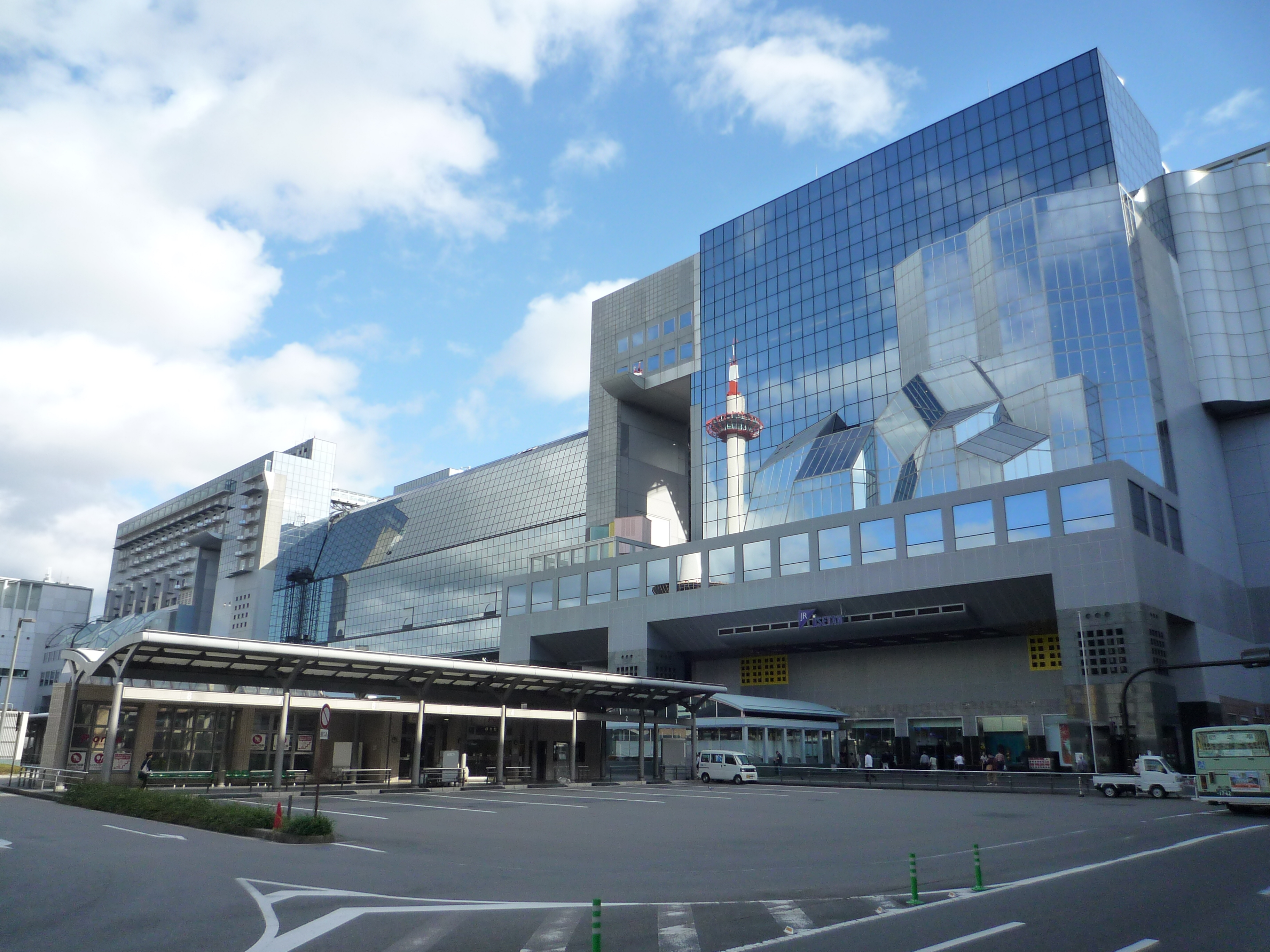
Bahnhof Kyōto

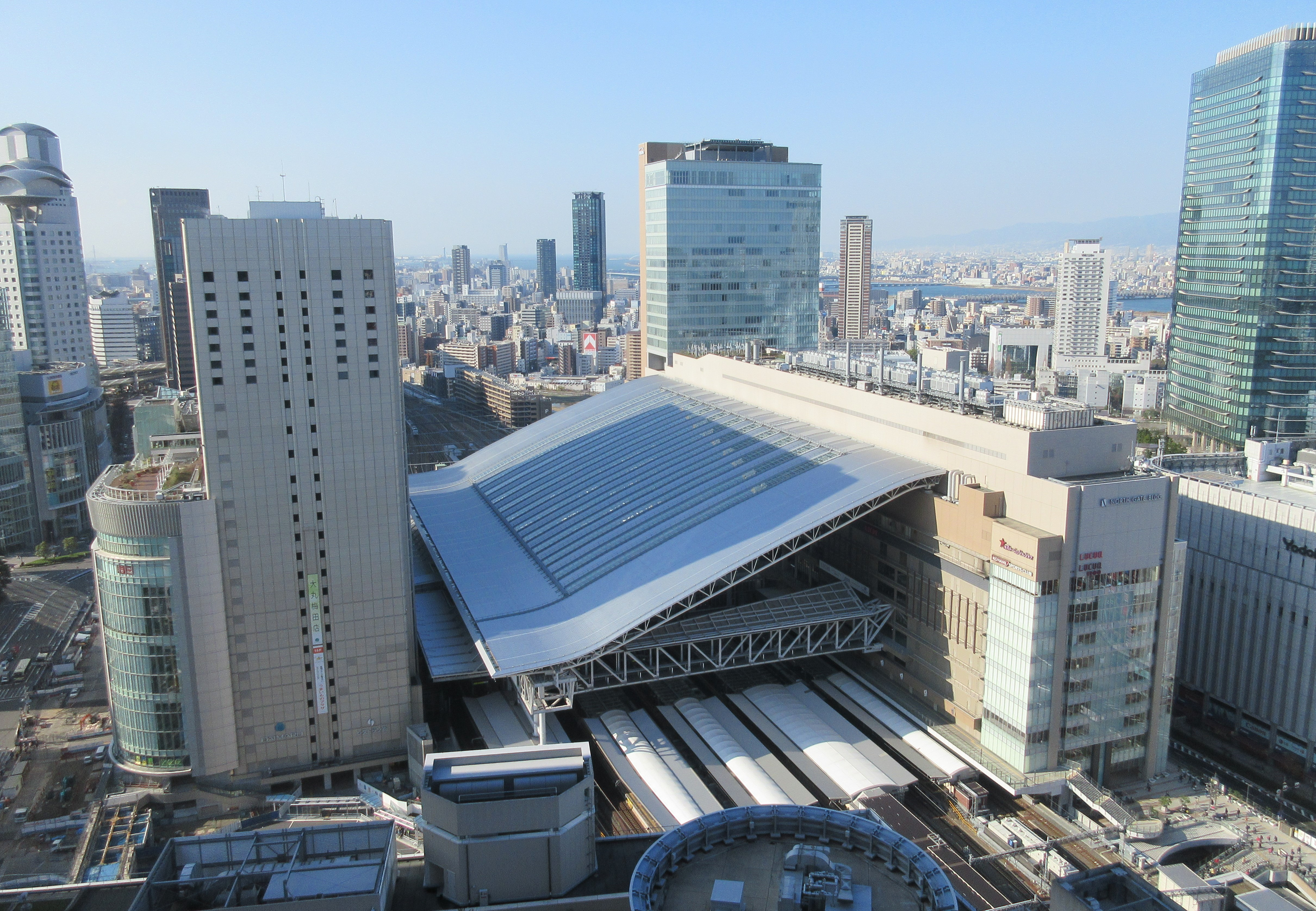
Bahnhof Osaka

| Name                   | km    | Lage   | Ort       | Präfektur |
| ---------------------- | ----- | ------ | --------- | --------- |
| Tokio (東京)           | 000,0 | Koord. | Tokio     | Tokio     |
| Shinagawa (品川)       | 006,8 | Koord. | Tokio     | Tokio     |
| Yokohama (横浜)        | 028,8 | Koord. | Yokohama  | Kanagawa  |
| Ōfuna (大船)           | 046,5 | Koord. | Kamakura  | Kanagawa  |
| Odawara (小田原)       | 083,9 | Koord. | Odawara   | Kanagawa  |
| Atami (熱海)           | 104,6 | Koord. | Atami     | Shizuoka  |
| Mishima (三島)         | 120,7 | Koord. | Mishima   | Shizuoka  |
| Fuji (富士)            | 146,2 | Koord. | Fuji      | Shizuoka  |
| Shizuoka (静岡)        | 180,2 | Koord. | Shizuoka  | Shizuoka  |
| Kakegawa (掛川)        | 229,3 | Koord. | Kakegawa  | Shizuoka  |
| Hamamatsu (浜松)       | 257,1 | Koord. | Hamamatsu | Shizuoka  |
| Toyohashi (豊橋)       | 293,6 | Koord. | Toyohashi | Aichi     |
| Mikawa-Anjō (三河安城) | 336,3 | Koord. | Anjō      | Aichi     |
| Nagoya (名古屋)        | 366,0 | Koord. | Nagoya    | Aichi     |
| Gifu (岐阜)            | 396,3 | Koord. | Gifu      | Gifu      |
| Maibara (米原)         | 445,9 | Koord. | Maibara   | Shiga     |
| Kyōto (京都)           | 513,6 | Koord. | Kyōto     | Kyōto     |
| Takatsuki (京都)       | 535,2 | Koord. | Takatsuki | Osaka     |
| Shin-Osaka (京都)      | 552,6 | Koord. | Osaka     | Osaka     |
| Osaka (大阪)           | 556,4 | Koord. | Osaka     | Osaka     |
| Sannomiya (三ノ宮)     | 587,0 | Koord. | Kōbe      | Hyōgo     |
| Kōbe (神戸)            | 589,5 | Koord. | Kōbe      | Hyōgo     |